# Wybory parlamentarne w Kirgistanie w 2007 roku
Wybory parlamentarne w Kirgistanie odbyły się 16 grudnia 2007 po rozwiązaniu starego parlamentu przez prezydenta Kurmanbeka Bakijewa.
Wybory odbywały się według nowej ordynacji wyborczej i po zmianach w konstytucji (referendum październikowe). Według przedwyborczych sondaży największe szanse na zwycięstwo miały proprezydencka koalicja Ak Żoł (Świetlista Droga) na czele z Ludowym Ruchem Kirgistanu, a oprócz niej opozycyjna Ata Meken (Socjalistyczna Partia "Ojczyzna") na czele z byłym szefem parlamentu Omurbekiem Tekebajewem. Według powyborczych sondaży exit pollis koalicja proprezydencka uzyskała 63,4% głosów. Do parlamentu weszły: opozycyjny ruch Turan i Komunistyczna Partia Kirgistanu. Poza parlamentem znajdzie się Ata Meken. Jednak po przeliczeniu głosów przez komisję wyborczą okazało się, że do parlamentu wszedł tylko blok prezydencki (inne partie nie pokonały progu wyborczego 5%). Sąd Najwyższy zakwestionował ordynację wyborczą.